# Catachlorops immaculatus
Catachlorops immaculatus är en tvåvingeart som först beskrevs av Macquart 1838.  Catachlorops immaculatus ingår i släktet Catachlorops och familjen bromsar. Inga underarter finns listade i Catalogue of Life.